# SharpDevelop
SharpDevelop (#develop) – darmowe i otwarte zintegrowane środowisko programistyczne dla platformy .NET. Obsługuje takie języki programowania jak: C#, Visual Basic .NET oraz Boo.
Jest przeważnie używany przez osoby niepreferujące produktu Microsoftu – Visual Studio .NET. Interfejs programu jest wzorowany na jego komercyjnym odpowiedniku. Może również otwierać i edytować projekty stworzone w Visual Studio .NET.
SharpDevelop potrafi również przetłumaczyć cały projekt z VB.NET na C# i odwrotnie. Program można uruchamiać bez uprzedniej instalacji, np. z klucza USB lub karty pamięci.
SharpDevelop, oprócz .NET 4.0, jest w stanie korzystać z innych kompilatorów: .NET 1.0, .NET 1.1 oraz kompilatora MONO.
Istnieje również port na MONO/Gtk# – MonoDevelop, który działa m.in. na systemach operacyjnych Linux i OS X.